# KO-JI ZERO THREE
KO-JI ZERO THREE（コージ・ゼロ・スリー、1978年5月26日 - ）は、日本の歌手、映画監督、映像作家、音楽プロデューサー。大阪府出身。

## 人物
ロックバンドGNz-WORDのボーカルとして大阪を拠点に活動。ラップユニットBIG MIC KILLERZのラッパーとしても活動。KO-JI ZERO THREE名義でソロ活動も行う。
2008年12月、初のソロ名義による音源「GRAVITATION」をリリース。Dragon Ashをはじめ、様々なアーティストとのコラボレーションも展開している。
2014年より、XMAS EILEENのボーカル（右）として活動開始。
バンド関連活動のみでなく、アイドルなどへの楽曲提供やプロデュースに着手している。